# Pyrausta vinacealis
Pyrausta vinacealis là một loài bướm đêm trong họ Crambidae.